# Calpenia saundersi
Calpenia saundersi là một loài bướm đêm thuộc phân họ Arctiinae, họ Erebidae.